# Екліптична система координат
Екліпти́чна систе́ма координа́т — одна з систем небесних координат.

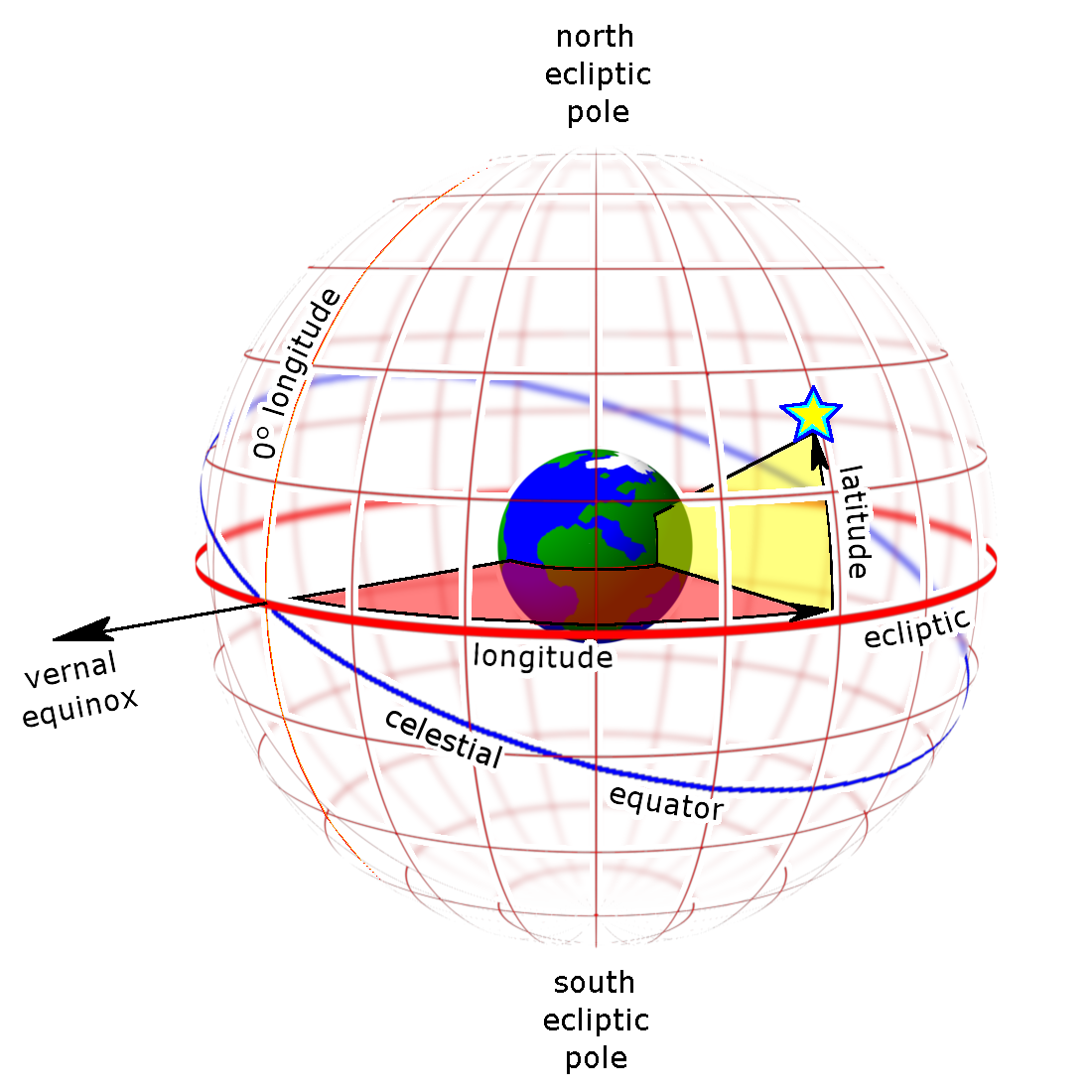
Геоцентрична модель екліптичних координат, вигляд ззовні небесної сфери. Довготу екліптики (червона) вимірюють уздовж екліптики від весняного рівнодення. Широта екліптики (жовта) вимірюється перпендикулярно екліптиці.

У цій системі основною площиною є площина екліптики. Однією координатою є екліптична широта β, а іншою — екліптична довгота λ.

Екліптичною широтою β світила називають дугу кола широти від екліптики до світила (кут між площиною екліптики й напрямком на світило).
Екліптичні широти відлічують у межах від 0° до +90° (північний полюс екліптики) та від 0° до -90° (південний полюс екліптики).

Екліптичною довготою λ світила називають дугу екліптики від точки весняного рівнодення до кола широти світила (кут між напрямком на точку весняного рівнодення й площиною кола широти світила).
Екліптичні довготи відлічують у бік видимого річного руху Сонця екліптикою, тобто, на схід від точки весняного рівнодення, у межах від 0° до 360°.